# Марина Сергеевна Серова
Марина Сергеевна Серо́ва — литературная маска, созданная литературной фабрикой «Научная книга» (владелец — Сергей Потапов), от чьего имени выпускается серия современного русского детективного жанра (по другой версии — коллектив авторов), издаётся в мягком и твёрдом переплёте. Согласно легенде, «выпускница юрфака МГУ, работала в Генеральной прокуратуре, сотрудница одной из спецслужб, участвовала в боевых операциях…». Между тем написала более 450 произведений размером порядка 200 страниц (и число их постоянно увеличивается). В 1998 году суммарный тираж разного рода повестей («Главный принцип гадания», «Весёлый кошмар», «Вперёд и с песней» и др.) превысил миллион экземпляров, после чего серия была снабжена более качественной фотографией, через год тираж составляет 4 миллиона, спустя 10 лет — 10 миллионов, чуть позже (как заявлено издательством Эксмо) тираж превышает 11 миллионов 400 тысяч экземпляров.
Часть произведений издана в виде аудиокниг (например, «Полный финиш», «Золотая мышеловка»).

## Серии произведений
Главная героиня в произведениях:
- частный детектив Татьяна Иванова
- телохранитель Женя Охотникова (или Евгения Охотникова)
- секретный агент Багира (или Юлия Максимова)
- Мисс Робин Гуд (или Полина Казакова)
- Астрологический детектив (астролог Маргарита)

Т. Иванова — самый популярный первый персонаж (события развиваются вокруг города Тарасов/Саратов).
К жанру «Астрологический детектив» относятся всего несколько произведений.
Серия «Мисс Робин Гуд» появилась только в 2008 году, повести в ней наиболее объёмные.

## Список произведений[4]
1. А ларчик просто открывался (Татьяна Иванова, 2002)
2. А счётчик тикает (Татьяна Иванова, 1999/2002/2007)
3. Абонент доступен (Татьяна Иванова, 2020)
4. Автограф убийцы (Татьяна Иванова, 2015)
5. Агент возмездия (Мисс Робин Гуд, 2009)
6. Адвокат из Голливуда (Татьяна Иванова, 2006)
7. Алая роза — символ печали (Татьяна Иванова, 2013)
8. Алмазная лихорадка (Женя Охотникова, 2001)
9. Алые губки — мягкий дурман (Татьяна Иванова, 2003)
10. Алый наряд Вероники (Татьяна Иванова, 2008)
11. Альпийские каникулы (Татьяна Иванова, 1999/2007)
12. Амазонка из злачных мест (Женя Охотникова, 2005)
13. Ангел в камуфляже (Татьяна Иванова, 1999/2008)
14. Анекдот в осенних ботинках (Татьяна Иванова, 2005)
15. Аромат мести (Татьяна Иванова, 1998)
16. Афера в каменных джунглях (Татьяна Иванова, 2019)
17. Ангел смерти (агент Багира, 2000)
18. Ассистент дамского угодника (Женя Охотникова, 2005)
19. Бабки из склепа (Татьяна Иванова, 2005/2009)
20. Бегущая от Мендельсона (Женя Охотникова, 2012)
21. Бегущая по головам (Татьяна Иванова, 2009)
22. Без права на мечту (Татьяна Иванова, 2014)
23. Без царя в голове (Татьяна Иванова, 2002)
24. Белая и пушистая (Татьяна Иванова, 2010)
25. Бизнес и ничего личного (Татьяна Иванова, 2022)
26. Бес в ребро (Женя Охотникова, 2000)
27. Битый недобитого везёт (Татьяна Иванова, 2004)
28. Бог велел делиться (Татьяна Иванова, 2009)
29. Богиня для интима (Татьяна Иванова, 2005/2009)
30. Братья должны умереть (агент Багира, 2003)
31. Бриллиантовый дождь (Женя Охотникова)
32. Бронежилет для нежного сердца (Женя Охотникова, 2016)
33. Будет всё, как ты захочешь (Татьяна Иванова, 2009)
34. Будь что будет (Татьяна Иванова, 1999)
35. Бутик на кленовой улице (Татьяна Иванова, 2022)
36. Бывших любовниц не бывает (Татьяна Иванова, 2014)
37. Быть или не быть (агент Багира, 2000)
38. В духе времени (Женя Охотникова, 2003)
39. В любви каждый за себя / Огуречный рай (Татьяна Иванова, 2000/2008)
40. В объятиях бодигарда (Женя Охотникова)
41. В поисках лёгкой наживы (Татьяна Иванова, 2000/2009)
42. В постели с банкиром (Татьяна Иванова, 2007)
43. В чужом пиру похмелье (Татьяна Иванова, 2004)
44. В экстазе восточного танца (Татьяна Иванова, 2013)
45. Ваша карта бита (агент Багира)
46. Ведьмин камень (Мисс Робин Гуд, 2011)
47. Венок для мёртвой Офелии (Татьяна Иванова, 2013)
48. Весёлая вдова (Татьяна Иванова, 2010)
49. Весёлые поминки (агент Багира, 2000)
50. Весёлый кошмар (Татьяна Иванова, 1998)
51. Весь в папу! (Татьяна Иванова, 1999/2006)
52. Вечная невеста (Татьяна Иванова, 2006/2008)
53. Вечный двигатель смерти (Татьяна Иванова, 2020)
54. Вечный сон Снегурочки (Татьяна Иванова, 2018)
55. Взрывное лето (Татьяна Иванова, 2001)
56. Визит из преисподней (Татьяна Иванова, 1998/2011)
57. Визитка с того света (Татьяна Иванова, 2015)
58. ВИП/VIP-персона для грязных дел (Женя Охотникова, 2006)
59. Вождение за нос (Татьяна Иванова, 2002)
60. Визит чёрной вдовы (Татьяна Иванова, 1999)
61. Вино викингов (Женя Охотникова, 2013)
62. Виноградная дорога (Татьяна Иванова, 2019)
63. Вождение за нос (Татьяна Иванова, 2002)
64. Возвращение миледи (Татьяна Иванова, 2007)
65. Возмездие небес (Мисс Робин Гуд, 2012)
66. Волшебная палочка крупного калибра (Женя Охотникова, 2005)
67. Волшебные чары (Татьяна Иванова, 2013)
68. Вольному воля (Татьяна Иванова, 2002)
69. Вояж с восточным ароматом (Женя Охотникова, 2006)
70. Вперёд и с песней (Татьяна Иванова, 1999/2003/2007)
71. Вприпрыжку за смертью (Женя Охотникова, 1999)
72. Вражда с первого взгляда (Татьяна Иванова, 2022)
73. Враньё высшей пробы (Татьяна Иванова, 2002)
74. Вредная особа (Татьяна Иванова, 2002/2010)
75. Всё вернётся (Мисс Робин Гуд, 2010)
76. Всё о мужских грехах (Татьяна Иванова, 2008)
77. Все оттенки лжи (Женя Охотникова, 2012)
78. Всё продаётся и покупается (Татьяна Иванова, 2009)
79. Все средства хороши! (Татьяна Иванова, 1999/2007)
80. Всё учесть невозможно (Татьяна Иванова, 1999/2009)
81. Все/Всё против короля (Мисс Робин Гуд, 2008)
82. Всего лишь капелька яда (Татьяна Иванова, 1998/2011)
83. Всем назло (Татьяна Иванова, 1998)
84. Вся жизнь перед глазами (Татьяна Иванова, 2013)
85. Вся прелесть стриптиза (Татьяна Иванова, 1998)
86. Вторая половина олигарха (Мисс Робин Гуд, 2011)
87. Выбор Клеопатры (Татьяна Иванова, 2007)
88. Выйти замуж с риском для жизни (Женя Охотникова, 2016)
89. Выход есть всегда (Татьяна Иванова, 2017)
90. Выше только звёзды (Татьяна Иванова, 2011)
91. Выше только небо (Татьяна Иванова, 2002)
92. Гадание по правилам (Астрологический детектив, 2003)
93. Гарем для дракона (Татьяна Иванова, 2015)
94. Где собака зарыта? (Татьяна Иванова, 2000/2008)
95. Гиблое место (Татьяна Иванова, 2000/2007)
96. Главный принцип гадания (Татьяна Иванова, 1997)
97. Гляди в оба (Татьяна Иванова, 1999)
98. Голливудская улыбка демона (Мисс Робин Гуд, 2010)
99. Голый король шоу-бизнеса (Татьяна Иванова, 2008)
100. Гори всё синим пламенем (Женя Охотникова, 2002)
101. Гормон счастья (агент Багира, 2002)
102. Город семи королей (Татьяна Иванова, 2008)
103. Гороскоп для невесты (Астрологический детектив, 2004)
104. Горячее дельце (Татьяна Иванова, 1997)
105. Господин лёгкого поведения (Женя Охотникова, 2006)
106. Готовьте ваши денежки (Женя Охотникова, 2012)
107. Грабь награбленное (Татьяна Иванова, 2001)
108. Дама с мёртвой хваткой (Татьяна Иванова, 2013)
109. Дамская вендетта (Татьяна Иванова, 2006/2008)
110. Дамские штучки (Татьяна Иванова, 2001)
111. Дамский пасьянс (Татьяна Иванова, 2000)
112. Дары Ангела (Евгения Охотникова, 2014)
113. Два вида страсти (Татьяна Иванова, 2019)
114. Двадцать пятый кадр (Татьяна Иванова, 2000/2010)
115. Дважды убитый (Татьяна Иванова, 1999/2007)
116. Дверь в тёмную комнату (Евгения Охотникова, 2014)
117. Две недели до рая (Татьяна Иванова, 2022)
118. Дворец в камышах (Татьяна Иванова, 2005)
119. Девочки с большой дороги (Женя Охотникова, 2005)
120. Девушка с «береттой» (Женя Охотникова)
121. Девушка с лёгким характером (Татьяна Иванова, 2020)
122. Девушки любят похолоднее (Татьяна Иванова, 2011)
123. Девять жизней частного сыщика (Женя Охотникова, 2006)
124. Дело дрянь (Татьяна Иванова, 2000)
125. Дело с телом (Татьяна Иванова, 2001)
126. Демон соблазна (Татьяна Иванова, 2008)
127. День Святого Валентина (Женя Охотникова)
128. Деньги исчезают в полночь (Татьяна Иванова, 2002)
129. Держи ухо востро (агент Багира)
130. Десять заповедей мертвеца (Женя Охотникова, 2015)
131. Десять карат несчастий (Татьяна Иванова, 2000/2009)
132. Детектор красивой лжи (Мисс Робин Гуд, 2014)
133. Диагноз под прикрытием (Татьяна Иванова, 2019)
134. Длинноногая мишень (Женя Охотникова)
135. Дневник Кассандры (Женя Охотникова, 2009)
136. До потери пульса (Татьяна Иванова, 2012)
137. Добро пожаловать в ад (Татьяна Иванова, 2000/2007)
138. Довериться предчувствиям (рассказ, 2008)
139. Дожить до завтра (агент Багира, 2000)
140. Долгое путешествие (Татьяна Иванова, 1998)
141. Дольче вита по-русски (Татьяна Иванова, 2011)
142. Дом, где притаилась смерть (Женя Охотникова, 2013)
143. Дороже денег, сильнее любви (Женя Охотникова, 2009)
144. Дочь банкира (Татьяна Иванова, 1998)
145. Драконы на холмах (Татьяна Иванова, 1998)
146. Драконовские меры (Астрологический детектив, 2003)
147. Древнее хобби (Мисс Робин Гуд, 2010)
148. Дублёрша для жены (Женя Охотникова)
149. Дуракам всегда везёт! (Татьяна Иванова, 1998)
150. Дурацкая история (Татьяна Иванова, 2000/2008)
151. Душа в чёрной маске (Татьяна Иванова, 2006)
152. Душа темнее ночи (Женя Охотникова, 2015)
153. Дьявольский вкус смерти (Татьяна Иванова, 2001)
154. Египетские вечера (Татьяна Иванова, 2004)
155. Его ночная гостья (Женя Охотникова, 2013)
156. Её настоящее имя (Татьяна Иванова, 2007)
157. Её последний шанс (Татьяна Иванова, 2020)
158. Ещё не всё потеряно (Татьяна Иванова, 1999/ 2007)+аудиокнига
159. Жадность фраеров сгубила (агент Багира, 2000)
160. Жар бабьего лета (Татьяна Иванова, 2001)
161. Жаркая вечеринка (Татьяна Иванова, 1999/2007)
162. Желание дамы — закон (Татьяна Иванова, 2008)
163. Желание клиента — закон (Женя Охотникова, 2014)
164. Жемчужина в мутной воде (Женя Охотникова, 2008)
165. Женщина среди псов (Татьяна Иванова, 2000)
166. Женщина-загадка (Татьяна Иванова, 2014)
167. Женщина-ловушка (Татьяна Иванова, 2008)
168. Жертва полнолуния (Астрологический детектив, 2004)
169. Живём только раз (Татьяна Иванова, 2000/2007)
170. Жизнь бьёт ключом (Татьяна Иванова, 1999/2008)
171. Жизнь казалась прекрасной (Татьяна Иванова, 2001)
172. За мной должок (Татьяна Иванова, 1999/2007)
173. За что боролись… (Татьяна Иванова, 1999/2007)
174. За чужие грехи (Татьяна Иванова, 2000/2010)
175. Забавы высших сил (Татьяна Иванова, 2013)
176. Заблудиться в страшной сказке (Евгения Охотникова, 2014)
177. Завтра началось вчера (Татьяна Иванова, 2000/2010)
178. Загадка в её глазах (Евгения Охотникова, 2014)
179. Загнанная в угол (Татьяна Иванова, 1999)
180. Заклятые друзья (Женя Охотникова)
181. Закон стеклянных джунглей (Женя Охотникова, 2004)
182. Заложники греха (Женя Охотникова, 2015)
183. Запретные удовольствия (Татьяна Иванова, 1997)
184. Звёздные карты не лгут (Астрологический детектив)
185. Звёзды правду говорят (Астрологический детектив, 2003)
186. Золотая мышеловка (Женя Охотникова)
187. И грянул выстрел (Татьяна Иванова, 2021)
188. И это только начало! (Татьяна Иванова, 1999/2007)
189. Имидж шарлатана (Татьяна Иванова, 2004)
190. Империя обмана (Татьяна Иванова, 2021)
191. Имя убийцы (Татьяна Иванова, 2010)
192. Интрижка с сюрпризом (Татьяна Иванова, 2002)
193. Искры из глаз (Женя Охотникова, 2002)
194. Искры небесного огня (Мисс Робин Гуд, 2014)
195. Искусство перевоплощения (Женя Охотникова)
196. Испанский сапожок на шпильке / Клуб «Гуинплен» (Татьяна Иванова 1998/2005)
197. Источник тайной информации (Татьяна Иванова, 2008)
198. Казино ты моё, казино (Татьяна Иванова, 1999/2007)
199. Казусы частного сыска (Женя Охотникова, 2000)
200. Как в индийском кино (Татьяна Иванова, 2011)
201. Как в страшной сказке (Татьяна Иванова, 2009)
202. Как в страшном сне (Женя Охотникова, 2001)
203. Как стать миллиардером (Женя Охотникова, 2009)
204. Каменное сердце (Татьяна Иванова, 2002)
205. Карамельные сны (Женя Охотникова, 2008)
206. Карма тёмных ночей (Женя Охотникова, 2012)
207. Карнавальная ночка (Татьяна Иванова, 2016)
208. Киндер-сюрприз с героином / Сердце на замке (Татьяна Иванова, 1998/2007)
209. Кино для взрослых (Женя Охотникова, 2012)
210. Кирпич на голову (Татьяна Иванова, 2001)
211. Киска по вызову (Татьяна Иванова, 2003)
212. Клад белой акулы (Женя Охотникова, 2016)
213. Клан бешеных (Мисс Робин Гуд, 2015)
214. Клеймо роскоши (Женя Охотникова, 2007)
215. Клетка для райской птички (Татьяна Иванова, 2014)
216. Клиент всегда прав (Татьяна Иванова, 2001/2009)
217. Клиент скорее жив (Женя Охотникова, 2013)
218. Клуб обречённых (агент Багира, 2001)
219. Клубничка в два карата (Татьяна Иванова, 2004)
220. Ключ от прошлой жизни (2013, Женя Охотникова)
221. Ключи от жизни (Татьяна Иванова, 2001)
222. Коварная приманка (Татьяна Иванова, 2000/2008)
223. Когда придёт твой черёд (Женя Охотникова, 2014)
224. Коготок увяз (Татьяна Иванова, 1999/2006)
225. Код знали двое (Татьяна Иванова, 2009)
226. Коллекционер женщин (Татьяна Иванова, 2000/2008)
227. Коллекционер запретных плодов (Мисс Робин Гуд, 2010)
228. Кольт в декольте (Женя Охотникова, 2007)
229. Кольцо с секретом (Татьяна Иванова, 2022)
230. Комната страха (Татьяна Иванова, 2000/2008)
231. Комплекс Наполеона (Татьяна Иванова, 2006)
232. Контракт с плейбоем (Женя Охотникова, 2008)
233. Кости не лгут (Татьяна Иванова, 1999)
234. Кошелёк или жизнь? (Татьяна Иванова, 1999/2006)
235. Кошка Баскервилей (Татьяна Иванова, 2019)
236. Кошмар в мини-юбке (Женя Охотникова, 2006)
237. Крайняя мера (Женя Охотникова)
238. Красиво жить не запретишь (Татьяна Иванова, 1999)
239. Красота требует жертв (Татьяна Иванова, 2000/2007)
240. Кризис жанра (Женя Охотникова, 2006)
241. Криминальные сливки (Женя Охотникова)
242. Криминальный гороскоп (Астрологический детектив)
243. Криминальный кураж (Татьяна Иванова, 2002)
244. Кровавый коктейль (Татьяна Иванова, 1999)
245. Кровавый промысел (Евгения Охотникова, 1999)
246. Кругом одни соблазны (Татьяна Иванова, 2000)
247. Круиз с сюрпризом (Татьяна Иванова, 2000)
248. Крутая мисс (агент Багира, 2002)
249. Круто закручено (Татьяна Иванова, 2001)
250. Кто кого (Татьяна Иванова, 1999/2006)
251. Кто на свете всех хитрее? / Оранжевая комната (Татьяна Иванова, 1998/2011/2015)
252. Кто первым бросит камень (Евгения Охотникова, 2014)
253. Кто последний к маньяку? (Татьяна Иванова, 1998)
254. Куда уж хуже (Татьяна Иванова, 1998)
255. Курортные развлечения (Татьяна Иванова, 1999/2006)
256. Лакомый кусочек (Татьяна Иванова, 1999)
257. Ласточка смерти (Женя Охотникова, 2016)
258. Легенда эпохи (Татьяна Иванова, 2008)
259. Леди в тигровой шкуре (Мисс Робин Гуд, 2008)
260. Леди не промах (Татьяна Иванова, 2009)
261. Лекарство от высоты (Татьяна Иванова, 2017)
262. Лживые свидетели (Татьяна Иванова, 2024)
263. Лихой поворот (Татьяна Иванова, 2000)
264. Ловкая бестия (Женя Охотникова, 2000)
265. Ловушка для крысы (Татьяна Иванова, 2001)
266. Ложный герой (Татьяна Иванова, 2016)
267. Любительница острых ощущений (2013, Мисс Робин Гуд)
268. Люблю свою работу (агент Багира, 2001)
269. Любовница года (Татьяна Иванова, 2016)
270. Любовь кончается в полночь (Татьяна Иванова, 2009)
271. Любовь с процентами (Татьяна Иванова, 2010)
272. Магнолия в снегу (Женя Охотникова, 2013)
273. Малая доза стервозности (Татьяна Иванова, 2000)
274. Медленное убийство (Татьяна Иванова, 2018)
275. Медовый месяц под прицелом (Женя Охотникова, 2004)
276. Между двух мужей (Женя Охотникова, 2010)
277. Между завтра и вчера (2013, Мисс Робин Гуд)
278. Между нами, девочками (Татьяна Иванова, 1998)
279. Менеджер по чудесам (Женя Охотникова)
280. Меня не проведёшь (Татьяна Иванова, 1998)
281. Меняю любовницу на жену (Татьяна Иванова, 2004)
282. Месть Гиппократа (Татьяна Иванова, 2000)
283. Месть в кредит (Татьяна Иванова, 2016)
284. Месть ей к лицу (Татьяна Иванова, 2016)
285. Месть за осиную талию (Татьяна Иванова, 2016)
286. Месть пляшущих человечков (Татьяна Иванова, 2016)
287. Месть под парусами (Татьяна Иванова, 2021)
288. Меховое дельце (Татьяна Иванова, 2001)
289. Мечта не по карману (Татьяна Иванова, 2008)
290. Мечта пирата (Женя Охотникова, 2010)
291. Мешок с неприятностями (Татьяна Иванова, 2001)
292. Милые семейные разборки (Женя Охотникова)
293. Милый монстр (Татьяна Иванова, 2002)
294. Мир крутых мужчин (Татьяна Иванова, 2001/2010)
295. Миром правит случай (Мисс Робин Гуд, 2014)
296. Мистика — сестра криминалистики (Женя Охотникова, 2017)
297. Мишень для сердечных ударов (Мисс Робин Гуд, 2009)
298. Млечный путь (Татьяна Иванова, 2009)
299. Мост исполнения желаний (Мисс Робин Гуд, 2010)
300. Моя дорогая служанка (Татьяна Иванова, 2012)
301. Моя любимая девочка (Татьяна Иванова, 2009)
302. Моя маленькая слабость (Татьяна Иванова, 2001/2009)
303. Моя очередь развлекаться (Татьяна Иванова, 1998/2006)
304. Муж лёгкого поведения (Татьяна Иванова, 2004)
305. Мужчина не по карману (Татьяна Иванова, 2002)
306. Музей восковых фигур (Татьяна Иванова, 1999/2007)
307. Музей неживых фигур (Татьяна Иванова, 2018)
308. Мышеловка для телохранителя (Женя Охотникова)
309. На брудершафт со смертью (Татьяна Иванова, 2000/2010)
310. На всю катушку (Женя Охотникова)
311. На двух тронах (Женя Охотникова, 2011)
312. На кого бог пошлёт (Татьяна Иванова, 2000/2008)
313. На ловца и зверь бежит (Татьяна Иванова, 1999/2006)
314. Наглость — второе счастье (Женя Охотникова, 2000)
315. Надежду убивают первой (Татьяна Иванова, 2007)
316. Найти то — не знаю что (агент Багира)
317. Наслаждение местью (Татьяна Иванова, 2000)
318. Наследник царских кровей (2013, Женя Охотникова)
319. Наследница дворянского гнезда (Мисс Робин Гуд, 2009)
320. Не буди во мне зверя (агент Багира)
321. Не гадайте на любовь (Мисс Робин Гуд, 2014)
322. Не люби красивого (Татьяна Иванова, 2016)
323. Не на ту напали! (Татьяна Иванова, 1999/2006)
324. Не рой другому яму (Татьяна Иванова, 1999/2007)
325. Не так страшен босс… (Татьяна Иванова, 2008)
326. Небесный телохранитель (Женя Охотникова, 2014)
327. Небо с овчинку (Татьяна Иванова, 2003)
328. Невеста — вдова (Татьяна Иванова, 2021)
329. Невеста года (Мисс Робин Гуд, 2009)
330. Невидимый враг (Женя Охотникова, 2015)
331. Нежный зверь (Татьяна Иванова, 2002)
332. Нежный призрак (Татьяна Иванова, 2021)
333. Нежный убийца (Татьяна Иванова, 1999)
334. Незваный гость (Женя Охотникова, 1999/2001)
335. Неземное создание (Татьяна Иванова, 2000)
336. Ненавижу за любовь (Татьяна Иванова, 2017)
337. Неродная кровь (Татьяна Иванова, 2021)
338. Непростое украшение (Женя Охотникова, 2009)
339. Несветская львица (Женя Охотникова, 2012)
340. Неслучайный свидетель (Женя Охотникова)
341. Нет человека — нет проблем! (Женя Охотникова, 2006)
342. Ни минуты покоя (Женя Охотникова)
343. Никаких следов (Татьяна Иванова, 2000/2008)
344. Никогда не говори «никогда» (агент Багира, 2003)
345. Ничего не боюсь! (Женя Охотникова, 1999)
346. Нокаут по наследству (Татьяна Иванова, 2020)
347. Ночной стрелок (агент Багира)
348. Ну и дела! (Татьяна Иванова, 1998)
349. Обвести вокруг пальца (Татьяна Иванова, 2001)
350. Обвиняется маленькое чёрное платье (Татьяна Иванова, 2017)
351. Обмани лжеца (Мисс Робин Гуд, 2010)
352. Огонь прекрасных глаз (Татьяна Иванова, 2009)
353. Ограбь меня нежно (Женя Охотникова, 2016)
354. Один взмах мотылька (Женя Охотникова, 2015)
355. Один на один с киллером (Женя Охотникова, 1999)
356. Одна из нас лишняя (Женя Охотникова)
357. Одна на миллион (Татьяна Иванова, 2007)
358. Одна против секты (Женя Охотникова, 2016)
359. Окончен бал, погасли свечи (Татьяна Иванова, 2006)
360. Он всё видит! (Мисс Робин Гуд, 2009)
361. Она ушла, не попрощавшись (Татьяна Иванова, 2014)
362. Опасная игрушка (Татьяна Иванова, 1998)
363. Опасная связь (Татьяна Иванова, 1998)
364. Оплаченные фантазии (Мисс Робин Гуд, 2009)
365. Оргия за тридевять земель (Женя Охотникова, 2004)
366. Орешек для беззубого (Татьяна Иванова, 2001
367. Оружие страха (Татьяна Иванова, 1999)
368. Осиное гнездо (Татьяна Иванова, 2001)
369. Осколки любимого сердца (Женя Охотникова, 2008)
370. Осколки пятой звезды (Татьяна Иванова, 2018)
371. Осколки хрустальной туфельки (Татьяна Иванова, 2009)
372. Особо красив и опасен (Татьяна Иванова, 2015)
373. Острая нить (Татьяна Иванова, 1998)
374. Остров мечты (Татьяна Иванова, 2010)
375. Осыпь меня золотом (Женя Охотникова, 2011)
376. От греха подальше (Татьяна Иванова, 2000/2008)
377. От судьбы не уйдёшь (Татьяна Иванова, 2001)
378. Отель для интимных встреч (Татьяна Иванова, 2006)
379. Отпущение грехов (Женя Охотникова)
380. Отсюда только на небо (Татьяна Иванова, 2000)
381. Охота на ведьму (Татьяна Иванова, 1999/2006)
382. Охота на монстров (Татьяна Иванова, 1999)
383. Охотник на знаменитостей (Татьяна Иванова, 1999/2007)
384. Очаг страха (Татьяна Иванова, 2019)
385. Ошибка Купидона (Татьяна Иванова, 2001)
386. Пальцем в небо (Татьяна Иванова, 2003)
387. Перерыв на убийство (Татьяна Иванова, 2018)
388. Печали весёлой семейки (Татьяна Иванова, 2003)
389. Пикантная тайна банкира (Татьяна Иванова, 2021)
390. Пикантные подробности (Татьяна Иванова, 2000)
391. Плёвое дело (Татьяна Иванова, 2000/2008)
392. Плейбой и серая мышка (Женя Охотникова, 2005)
393. По законам гламура (Татьяна Иванова, 2008)
394. По закону подлости (Татьяна Иванова, 2001)
395. По секрету всему свету (Татьяна Иванова, 1999/2008)
396. Побег из ада (агент Багира, 2000)
397. Победителей не любят (Татьяна Иванова, 2017)
398. Победитель получает пулю (агент Багира, 2000)
399. Под горячую руку (агент Багира, 2000)
400. Под маской счастья (Татьяна Иванова, 2021)
401. Под ручку с мафией (Татьяна Иванова, 1998)
402. Под знаком близнецов (Женя Охотникова, 2014)
403. Подвенечное платье цвета крови (Татьяна Иванова, 2012)
404. Подвенечный наряд телохранителя (Женя Охотникова, 2009)
405. Поддавки с убийцей (Татьяна Иванова, 2000/2007)
406. Подкова для летучей мыши (Татьяна Иванова, 2015)
407. Подруга подколодная (Женя Охотникова)
408. Поиграли и хватит (Татьяна Иванова, 1999/2006)
409. Пока гром не грянет… (Женя Охотникова, 2000)
410. Пока сияют звёзды (Татьяна Иванова, 2007)
411. Покой и не снится (Женя Охотникова)
412. Покровитель влюблённых (Татьяна Иванова, 2010)
413. Полёты над пропастью (Татьяна Иванова, 2021)
414. Полный комплект лжи (Татьяна Иванова, 2003)
415. Полный привет (Женя Охотникова, 2003)
416. Полный финиш (Женя Охотникова)
417. Попробуй разберись (Татьяна Иванова, 2001)
418. Попытка не пытка (Татьяна Иванова, 1999/2008)
419. Посланница небес (Женя Охотникова, 2007)
420. Последний билет в рай (Мисс Робин Гуд, 2011)
421. Последнее желание приговорённой (агент Багира, 2001)
422. Последний загул (Татьяна Иванова, 2000)
423. Последний танец за мной (Женя Охотникова, 2015)
424. Последний шанс (Татьяна Иванова, 2000/2009)
425. Последняя ночь Клеопатры (Татьяна Иванова, 2018)
426. Последняя роль примадонны (Татьяна Иванова, 2022)
427. Похищение века (Татьяна Иванова, 1999)
428. Правда о спящей красавице (Татьяна Иванова, 2013)
429. Праздник теней (Татьяна Иванова, 1998/2006)
430. Презент для певицы (Женя Охотникова)
431. Преступление в двух сериях (Татьяна Иванова, 2002)
432. Преступление высшей пробы (Татьяна Иванова, 2021)
433. Преступление начинается с вешалки (Татьяна Иванова, 2018)
434. Преступный ход конём (Татьяна Иванова, 2017)
435. Предчувствие конца (Женя Охотникова, 2015)
436. Привет с того света (Татьяна Иванова, 2000/2010)
437. Призрак в опере (Татьяна Иванова, 2001)
438. Примадонна частного сыска (Татьяна Иванова, 2002)
439. Приманка на любовь (Женя Охотникова, 2013)
440. Принесённый ветром (Татьяна Иванова, 2015)
441. Принеси меня в жертву (Татьяна Иванова, 2021)
442. Принцип неверности (Евгения Охотникова, 2014)
443. Прогулка по лезвию (агент Багира)
444. Прогулка с продолжением (Татьяна Иванова, 2001)
445. Продавец интимных тайн (Женя Охотникова, 2004)
446. Продавец цветов (Женя Охотникова, 2001)
447. Продаётся случайная смерть (Татьяна Иванова, 2017)
448. Пропала собака (Татьяна Иванова, 1997)
449. Проданное убийство (Татьяна Иванова, 2016)
450. Проклятое сокровище (Татьяна Иванова, 1998)
451. Профессиональная интуиция (агент Багира, 2002)
452. Прощание по-английски (Женя Охотникова, 2014)
453. Проще простого (Татьяна Иванова, 2000/2007)
454. Прыткая особа (Женя Охотникова, 2000)
455. Прямо в яблочко (Татьяна Иванова, 1999)
456. Псевдоним бога (Женя Охотникова, 2003)
457. Пульт дистанционного убийства (Татьяна Иванова, 2016)
458. Пусть проигравший плачет (Татьяна Иванова, 2000)
459. Пустячок с десятью нулями (Татьяна Иванова, 2005)
460. Пустячок, а приятно (Татьяна Иванова, 2004)
461. Пятница, тринадцатое (Женя Охотникова, 1999)
462. Пять миллионов неприятностей (Женя Охотникова, 2011)
463. Раб лампы (Женя Охотникова)
464. Раздача неприятностей (Женя Охотникова, 2002)
465. Разделяй и властвуй (Женя Охотникова, 2006)
466. Разорить не значит жениться (Татьяна Иванова, 2018)
467. Расплатиться свинцом (Женя Охотникова)
468. Реквием заговорщикам (Татьяна Иванова, 1998)
469. Рекламная пауза (Татьяна Иванова, 1997/2010)
470. Рецепт предательства (Татьяна Иванова, 2015)
471. Риск, засада, пистолет (Татьяна Иванова, 2001)
472. Ритуал привлечения денег (Татьяна Иванова, 2015)
473. Рога изобилия (Женя Охотникова)
474. Рождественская шутка (рассказ, 2008)
475. Роман с чужим мужчиной (Татьяна Иванова, 2014)
476. Романтическая ночь перед убийством (Татьяна Иванова, 2010)
477. Руки загребущие (Татьяна Иванова, 2002)
478. Русская мафия желает познакомиться (Женя Охотникова, 2017)
479. Рыбка в мутной воде (Татьяна Иванова, 2004)
480. Рыльце в пушку (Татьяна Иванова, 2002)
481. С дальним прицелом (Женя Охотникова)
482. С корабля на бал (агент Багира, 2001)
483. С лёгким паром (Татьяна Иванова, 2002)
484. Самая последняя правда (Татьяна Иванова, 2011)
485. Самая честная мошенница (Женя Охотникова, 2007)
486. Свадебный кастинг (Татьяна Иванова, 2008)
487. Свет клином сошёлся (2013, Мисс Робин Гуд)
488. Связанные навеки (Татьяна Иванова, 2014)
489. Сдержать своё слово (Татьяна Иванова, 2002)
490. Селфи со многими неизвестными (Женя Охотникова, 2016)
491. Семейный кодекс Санта-Барбары (Татьяна Иванова, 2016)
492. Семь убийц и одна девушка (Женя Охотникова, 2003)
493. Сентиментальный убийца (Женя Охотникова)
494. Сердце красавицы склонно к измене (Женя Охотникова, 2007)
495. Сердце напрокат (Женя Охотникова, 2015)
496. Сердцу не откажешь (Татьяна Иванова, 2012)
497. Сияние алчных глаз (агент Багира, 2003)
498. Сказано — сделано (Татьяна Иванова, 2002)
499. Сказки для взрослых (Мисс Робин Гуд, 2010)
500. Скала эдельвейсов (Мисс Робин Гуд, 2008)
501. Скандал в благородном семействе (Татьяна Иванова, 2003)
502. Склеп для живых (Татьяна Иванова, 2015)
503. Скользкая дорожка Млечного Пути (Астрологический детектив, 2004)
504. Сколько стоит моя жизнь (Татьяна Иванова, 2013)
505. Скрытое убийство (Татьяна Иванова, 2022)
506. Сладкая парочка (Татьяна Иванова, 1998)
507. Сладкий ужас (агент Багира, 2002)
508. Слезы печального ангела (Женя Охотникова, 2015)
509. След погасшей звезды (Татьяна Иванова, 2014)
510. Следы смоет дождь (Татьяна Иванова, 2002)
511. Служанка закона (Татьяна Иванова, 2015)
512. Случайностей не бывает (Женя Охотникова, 1999)
513. Смертельное лекарство (Татьяна Иванова, 1997)
514. Смертельные фантазии (Татьяна Иванова, 2019)
515. Смерть в прямом эфире (Женя Охотникова, 2017)
516. Смерть куртизанки (Татьяна Иванова, 1998)
517. Смерть наяву (Женя Охотникова)
518. Смерть по рецепту Медичи (Женя Охотникова, 2016)
519. Смех сквозь слёзы (Женя Охотникова, 2000)
520. Смешные деньги (Женя Охотникова, 2000)
521. Снайпера вызывали? (Женя Охотникова)
522. Соблазни и разведи (Женя Охотникова, 2010)
523. Спасайся кто может (агент Багира, 2001)
524. Спектакль для одного зрителя (Татьяна Иванова, 2000)
525. Спелое яблоко раздора (Татьяна Иванова, 2004)
526. Ставки сделаны, господа! (Женя Охотникова, 2007)
527. Старые амазонки (Татьяна Иванова, 2000)
528. Стоит только захотеть… (агент Багира, 2001)
529. Страсти оперной дивы (Женя Охотникова, 2016)
530. Страховка от жизни (Татьяна Иванова, 2001)
531. Страховка от любви (Татьяна Иванова, 2018)
532. Судьба бьёт вслепую (Татьяна Иванова, 2018)
533. Сумерки большого города (Татьяна Иванова, 2010)
534. Страшнее зверя нет (Женя Охотникова, 2004)
535. Сыворотка правды (агент Багира)
536. Сын крёстного отца (Женя Охотникова, 2008)
537. Сюита для убийцы (Татьяна Иванова, 2001)
538. Табу на нежные чувства (Женя Охотникова, 2007)
539. Тайна мецената (Татьяна Иванова, 2019)
540. Тайна одинокой леди (Татьяна Иванова, 2009)
541. Тайна раскроется в полночь (Татьяна Иванова, 2013)
542. Тайная комната антиквара (Татьяна Иванова, 2008)
543. Такой маленький бизнес (Татьяна Иванова, 1998)
544. Таланты и покойнички (Татьяна Иванова, 2000/2008)
545. Талисман царя Дария (Татьяна Иванова, 1998/2011)
546. Танго мотылька (Татьяна Иванова, 2010)
547. Твои дни сочтены (Татьяна Иванова, 2010)
548. Твоя невеста — Смерть (Татьяна Иванова, 2009)
549. Телохранитель класса люкс (Женя Охотникова, 2006/2007)
550. Тёмная душа нараспашку (Татьяна Иванова, 2006/2007)
551. Тёмные делишки (Татьяна Иванова, 2001)
552. Теперь расплачиваться поздно (Татьяна Иванова, 2013)
553. Тёплое местечко на двух стульях (Татьяна Иванова, 2005/2009)
554. Тигру в пасть (Женя Охотникова, 2002)
555. Тише воды, ниже травы (Татьяна Иванова, 2003)
556. Тот, кто не умеет прощать (Татьяна Иванова, 2020)
557. Три места под солнцем (Мисс Робин Гуд, 2009)
558. Три чудовища и красавица (Татьяна Иванова, 2006)
559. Тридцать минут под прицелом (Татьяна Иванова, 2005)
560. Тринадцать капель от иллюзий (Татьяна Иванова, 2006/2009)
561. Тройная месть (Татьяна Иванова, 1999)
562. Тропический айсберг (Татьяна Иванова, 2003)
563. Тузы и их шестёрки (агент Багира, 2000)
564. Ты отдашь всё (Татьяна Иванова, 2010)
565. У вендетты длинные руки (Мисс Робин Гуд, 2011)
566. У жадности в плену (Женя Охотникова, 2001)
567. Убийство в подарок (Татьяна Иванова, 1999/2007)
568. Убить двух зайцев (Татьяна Иванова, 2022)
569. Угнать за 30 секунд (Женя Охотникова, 2003)
570. Удавка для жрицы любви (Татьяна Иванова, 2002)
571. Уйти, не оставив следов (Женя Охотникова, 2014)
572. Умей вертеться (Татьяна Иванова, 2001)
573. Умереть легко и приятно (Женя Охотникова, 2000)
574. Умри, моя невеста(Женя Охотникова, 2011)
575. Успеть до боя курантов (рассказ, 2009)
576. Утечка мозгов (Татьяна Иванова, 1998)
577. Утраченный рай (Татьяна Иванова, 2006)
578. Фальшивый друг, настоящий враг (Женя Охотникова, 2011)
579. Фантазии господина Фрейда / Сколько стоит бес в ребро (Татьяна Иванова, 2012/2017)
580. Фата пропавшей невесты (Татьяна Иванова, 2018)
581. Фатальная красота (Татьяна Иванова, 2002)
582. Фатальное свидание с парфюмером (Татьяна Иванова, 2003)
583. Фея теневого бизнеса (Татьяна Иванова, 2015)
584. Фиктивный бойфренд (Женя Охотникова, 2007)
585. Фирма веников не вяжет (Татьяна Иванова, 2002)
586. Хирург дьявола (Татьяна Иванова, 2019)
587. Хватайся за соломинку (Татьяна Иванова, 2001)
588. Хитрости алмазной леди (Татьяна Иванова, 2003)
589. Хозяйка кабаре (Татьяна Иванова, 2005/2007/2009)
590. Хорошее время, чтобы умереть (Татьяна Иванова, 2013)
591. Хрустальный шар судьбы (Татьяна Иванова, 2011)
592. Цель оправдывает средства (агент Багира)
593. Цена главной роли (Женя Охотникова, 2016)
594. Цена обмана (Татьяна Иванова, 2021)
595. Цена случайной ночи (Татьяна Иванова, 2005)
596. Цирк, да и только (Татьяна Иванова, 2012)
597. Частного сыщика заказывали? (Татьяна Иванова, 2001/2009)
598. Чем чёрт не шутит (Татьяна Иванова, 2000/2008)
599. Чемпион среди неудачников (Женя Охотникова, 2015)
600. Чёрная кошка (Татьяна Иванова, 2008)
601. Чёрная принцесса (Татьяна Иванова, 2008)
602. Чёрная радуга (Татьяна Иванова, 1999/2007)
603. Чёрно-белый цветок (Татьяна Иванова, 2020)
604. Чёрное братство (Татьяна Иванова, 1998)
605. Чёрные псы (Татьяна Иванова, 1999/2006)
606. Чёрный кофе со льдом (Татьяна Иванова, 2005/2007/2009)
607. Чёрный пояс по соблазну (Татьяна Иванова, 2015)
608. Чёрный талант (Татьяна Иванова, 2019)
609. Чёрным по белому (Татьяна Иванова, 2004)
610. Чертовски весело (Женя Охотникова)
611. Честь офицерской жены (Женя Охотникова, 2003)
612. Чисто русское убийство (Татьяна Иванова, 2017)
613. Чище воды, острее ножа (Татьяна Иванова, 2004)
614. Что соврал покойник (Татьяна Иванова, 2017)
615. Чудо перевоплощения (Женя Охотникова, 2007)
616. Чудовищный сговор (Женя Охотникова, 2000)
617. Шаг влево, шаг вправо (Татьяна Иванова, 2012)
618. Шик, блеск, красота (Татьяна Иванова, 2005/2009)
619. Шкура неубитого медведя (Женя Охотникова, 2002)
620. Шкурный интерес (Женя Охотникова, 2004)
621. Шоу ужасов (Женя Охотникова, 2001)
622. Штрихкод греха (Татьяна Иванова, 2020)
623. Экс-баловень судьбы (Татьяна Иванова, 2006/2008)
624. Экстрим по праздникам (Женя Охотникова)
625. Эскорт для красавицы (Женя Охотникова, 2003)
626. Эскорт для мальчика-мажора (Женя Охотникова, 2016)
627. Эпидемия отчаяния (Женя Охотникова, 2017)
628. Эти проклятые доллары (Татьяна Иванова, 1998)
629. Это только цветочки (Татьяна Иванова, 2001)
630. Я больше не шучу (Женя Охотникова, 2003)
631. Я подарю тебе всё (Женя Охотникова, 2011)
632. Я стою миллионы (Татьяна Иванова, 2001/2007)
633. Я тоже стану стервой (Женя Охотникова, 2007)
634. Ядовитая паутина (Женя Охотникова, 2000)